# Fokker DC.I
Fokker DC.I là một loại máy bay sản xuất ở Hà Lan đầu thập niên 1920, nó có nhiệm vụ làm máy bay tiêm kích và trinh sát.

## Tính năng kỹ chiến thuật
Đặc điểm tổng quát
- Kíp lái: 2
- Chiều dài: 8.85 m (29 ft 1 in)
- Sải cánh: 11.75 m (38 ft 7 in)
- Chiều cao: 3.40 m (11 ft 2 in)
- Trọng lượng rỗng: 1.400 kg (3.090 lb)
- Trọng lượng có tải: 1.830 kg (4.030 lb)
- Powerplant: 1 × Napier Lion, 340 kW (450 hp)

Hiệu suất bay
- Vận tốc cực đại: 245 km/h (152 mph)
- Thời gian bay: 3 giờ
- Trần bay: 8.000 m (26.250 ft)

Vũ khí trang bị
- 3 × súng máy 7,7 mm (.303 in)